# 謝鑾坡
謝鑾坡（?—?），廣東省番禺縣人，清朝政治人物、進士出身。
光緒三十年，會試第153名；殿試登進士二甲83名，后授以主事分部學習。